# レモンケーキ

レモンケーキ

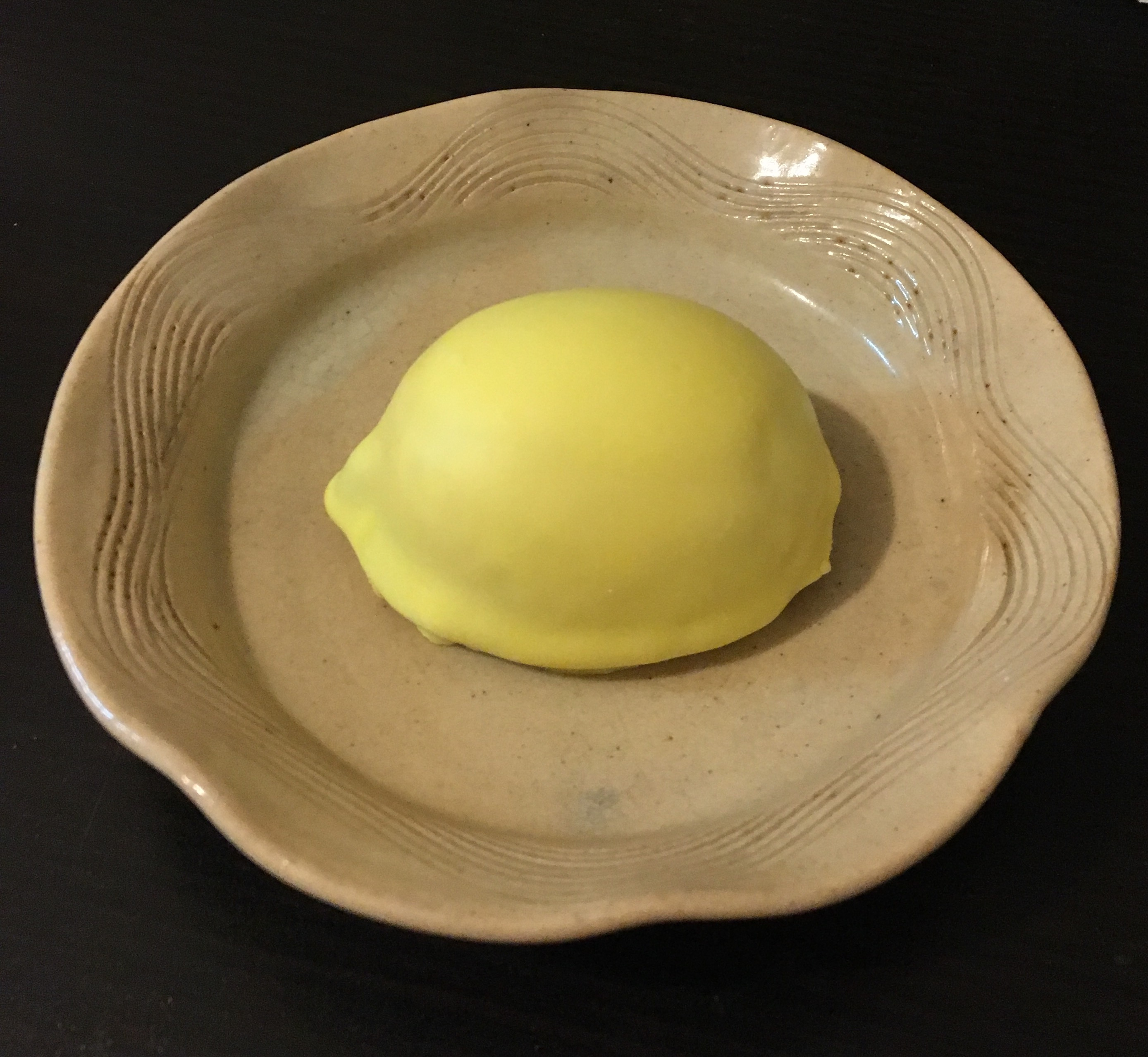
お菓子のヒロヤ（弘前）のレモンケーキ

レモンケーキとは、広島県発祥のレモンの形をした焼き菓子である。

## 概要
レモン形状のスポンジ生地あるいはバターケーキが土台になっており、上からチョコレートやアイシングがかかったものや、レモンピールの入ったものなどがある。

## 歴史
広島県物産陳列館(現在の原爆ドーム)で、大正8年(1919年)3月4日～3月12日まで開催された「似島獨逸俘虜技術工藝品展覧會」の菓子即売所で、日本初のバウムクーヘンと共にレモンケーキが販売されて大好評だったという。瞬く間に県内に広がり、お使い物といえばレモンケーキとなり、仏壇にも供えられていたといわれる。このレモンケーキが全国に伝わり、これまで度々ブームを起こしてきた。今日でも広島土産といえば「レモンケーキ」と言われるほどの広島の定番土産である。
製パン整形用型製品を製造する千代田金属工業が昭和48年(1973年)に、洋菓子店からレモン型の焼き型の製造依頼を受けたのがレモンケーキ"ブーム"の始まりとも言われている。レモンケーキ全盛期は昭和40年代で、そのころのお使い物といえばレモンケーキが多く、どこの仏壇にもお供えされていたくらいポピュラーなお菓子であった。
レモンケーキブームは昭和40年代末から昭和50年代半ばまで約10年ほど続いたが、2010年代に再来していると言われており、コンビニエンスストアのLAWSONが「スプーンで食べるレモンケーキ」を発売するなど、懐かしのレモンケーキと言うよりも、新しい現代のレモンケーキが登場している。

## 沖縄のレモンケーキ
本土とは別に沖縄・奄美諸島にも「レモンケーキ」があり、こちらはレモンの形をした柑橘系味ケーキにチョコレートがコーティングされているのが一般的。沖縄の先祖供養として、二十四節気のひとつ「清明」の時期に「清明祭（シーミー）」が行われるが、その際の供物の定番にもなっている。パウンドケーキが一般的だが、店によってはスポンジケーキのような弾力感のある焼き方がなされる。また味付け・香り付けにはレモン、もしくはシークワーサーが使われている。民謡歌手・護得久栄昇も「レモンケーキ節」として、沖縄レモンケーキを歌っている。